# Ante Razov
Ante Razov (Whittier, 2 marzo 1974) è un allenatore di calcio ed ex calciatore statunitense, di ruolo attaccante, tecnico in seconda del Los Angeles FC.

## Palmarès

### Club

#### Competizioni nazionali
- Campionato MLS: 1

Chicago Fire: 1998
- U.S. Open Cup: 3

Chicago Fire: 1998, 2000, 2003
- MLS Supporters' Shield: 1

Chicago Fire: 2003

### Nazionale
- Gold Cup: 1

Stati Uniti 2002